# Pohorelá
Pohorelá és un poble i municipi d'Eslovàquia que es troba a la regió de Banská Bystrica.

## Història
La primera menció escrita de la vila es remunta al 1612.

## Demografia
| Godina             | 1994 | 2004    | 2014    | 2024   |
| ------------------ | ---- | ------- | ------- | ------ |
| Nombre de persones | 2862 | 2552    | 2272    | 2054   |
| Diferència         |      | −10,83% | −10,97% | −9,59% |

| Godina             | 2023 | 2024   |
| ------------------ | ---- | ------ |
| Nombre de persones | 2093 | 2054   |
| Diferència         |      | −1,86% |